# ほっとあたみ
ほっとあたみは、福島県郡山市熱海町熱海の磐梯熱海温泉にある、観光物産館、市役所支所、公民館、JA支所、スポーツ施設からなる複合施設郡山市熱海多目的交流施設の愛称。

## 概要
郡山市周辺の特産品などを扱う売店（磐梯熱海観光物産館）、市役所支所（熱海行政センター）、熱海公民館、図書館分館、JA福島さくら熱海総合支店、およびサッカー場（熱海フットボールセンター）を集約した施設として2018年（平成30年）5月14日、JR磐越西線磐梯熱海駅前にオープン。
建物は鉄骨2階建てで、延べ床面積2649m2。この他、駐車場を挟んで熱海フットボールセンターのクラブハウスとグラウンドが位置する。人工芝のグラウンドは105m×68mのサイズで、夜間照明設備やスタンド席616席、芝生席1,000席の観覧席も設けてある。
かつてこの場所には1969年に死者30名を出した火災の火元となった磐光ホテル（後の磐梯グランドホテル）が建っていた。閉鎖後は長年空き地だったが、熱海町駅前市有地整備事業や日本サッカー協会の都道府県フットボールセンター整備事業のもとで熱海フットボールセンターが建設され、同時に観光物産館などの複合施設もオープンした。施設のロゴは学術連携の一環として、市内の国際アート&デザイン大学校に協力を依頼して作成された。

## 施設概要
- 1階 - 磐梯熱海観光物産館、熱海行政センター、多目的ホール、JA福島さくら熱海総合支店
- 2階 - 図書館分館、公民館
- 別棟 - 熱海フットボールセンター

## アクセス
- 電車
  - 磐越西線で磐梯熱海駅下車、徒歩1分
- 自動車
  - 磐越自動車道磐梯熱海インターチェンジより約5分、郡山駅より国道49号で約40分